# Araneus pulcherrimus
Araneus pulcherrimus là một loài nhện trong họ Araneidae.
Loài này thuộc chi Araneus. Araneus pulcherrimus được Carl Friedrich Roewer miêu tả năm 1942.